# Domingo Álvarez Enciso
Domingo Álvarez Enciso (Mansilla de la Sierra, La Rioja, 1737-Jerez de la Frontera, Cádiz, 1800) fue un pintor español.

## Biografía

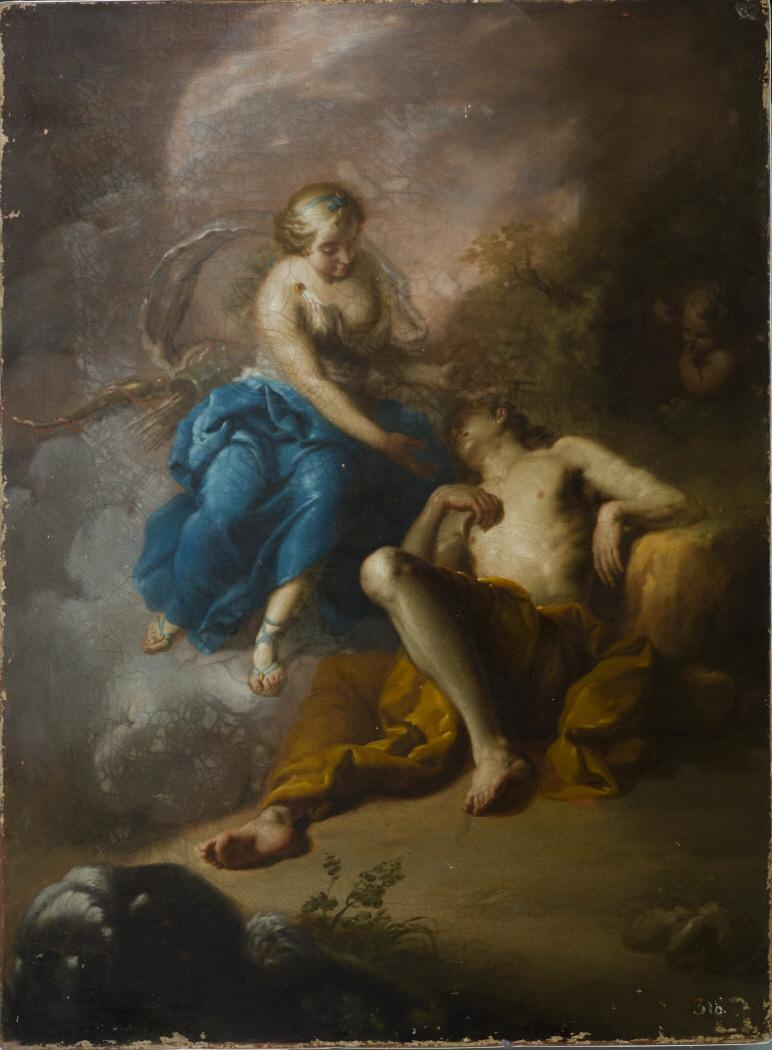
Endimión y la Luna, óleo sobre lienzo, 137 x 101 cm, Madrid, Real Academia de Bellas Artes de San Fernando.

Su vida artística comenzó asistiendo a las clases de dibujo de la Junta preparatoria de la Real Academia de San Fernando. Fue discípulo de Antonio Rafael Mengs. En el concurso general de premios de 1754 obtuvo el primero de la tercera clase en la sección de pintura. Tres años más tarde, una de sus obras le mereció una beca para acudir a Roma a perfeccionar su arte. Desde la capital italiana remitió a la academia una copia del Rapto de las Sabinas, de Pietro da Cortona, y un cuadro de Tarquino y Lucrecia. Agotada la beca, fue nombrado individuo supernumerario de la corporación el 14 de diciembre de 1766, por el mérito de un cuadro en el que se representaba la fábula de Diana y Endimion.
Residió poco tiempo en España y regresó pronto a Roma, atraído por el estudio de la antigüedad. Consiguió copiar las obras de Rafael con exactitud, lo que le mereció que Carlos III le encargase copiar las estancias del Vaticano, de las que regaló a la Academia de San Fernando las del Heliodoro, La escuela de Atenas, El incendio del Borgo y La disputa de Sacramento. Aún residiendo en Roma, en 1788 fue designado director de pintura de la Escuela de Nobles Artes de Cádiz, ciudad a la que se trasladó posteriormente.
Las actas de la Real Academia de San Fernando recogen sus andanzas posteriores. En Cádiz pintó diversas obras para las iglesias de San Agustín de Cádiz y de la nueva población de San Carlos en la isla de León. Fue nombrado académico emérito el 4 de enero de 1795. La Escuela de Cádiz compró algunas de sus obras a título póstumo para preservar su memoria y las destinó al museo provincial.
Falleció en Jerez de la Frontera en el año 1800.

## Obras
- Tarquino y Lucrecia (copia de Tiziano), Real Academia de Bellas Artes de San Fernando
- El rapto de las Sabinas (copia de Cortona), Real Academia de Bellas Artes de San Fernando
- Diana y Endimión, Real Academia de Bellas Artes de San Fernando
- Última Cena en el altar mayor de la iglesia de San Agustín de Cádiz, con Santo Tomás de Villanueva y Santa Rita en los altares colaterales.
- La Transfiguración (copia de Rafael), Real Academia de Bellas Artes de San Fernando[4]